# Азизов, Руфат Эйваз оглы
Руфат Эйваз оглы Азизов (азерб. Rüfət Eyvaz oğlu Əzizov; род. 7 апреля 1980, Баку) — ректор Сумгаитского государственного университета (2023—2025). Ректор Азербайджанского государственного университета нефти и промышленности (с 2025).

## Биография
Родился 7 апреля 1980 года в Баку. 
Является победителем Международной олимпиады по химии им. Менделеева. Как победитель олимпиады в 1998 году поступил вне конкурса на химический факультет МГУ. В 2003 году окончил данный факультет.
Являлся научным сотрудником МГУ. Участвовал в программах исследования биокоррозии.
Окончил аспирантуру МГУ. В 2006 году защитил диссертацию на тему «Кинетические закономерности формирования коррозионно-активных биопленок и подходы к их элиминированию» и получил звание кандидата химических наук. 
С 2008 года является членом Лондонского института материаловедения. Получил звание дипломированного учёного научного общества Великобритании.
С 2014 по 2016 год окончил совместную программу магистра делового администрирования Университета ADA и Маастрихтского университета.
С 2018 по 2020 год окончил программы высшего бизнес-управления и исполнительного магистра делового администрирования Бизнес-школы Саида Оксфордского университета.
Участвовал в различных курсах и образовательных программах, в том числе программе высшего управления Корнеллского университета, программе управления проектами Университета Джорджа Вашингтона, программе искусственного интеллекта Оксфордского университета.
С 2005 по 2012 год работал инженером по коррозии материалов и технологической целостности, главным инженером, руководителем группы инспекции по коррозии инженерного участка компании BP. 
В 2009, 2010 и 2011 годах побеждал в различных номинациях конкурса BP «Инженер года».
С 2013 по 2020 год являлся исполнительным директором группы компаний «Unimetal», занимающейся производством металлов. Руководил программами производства металлов и стратегического развития. Возглавлял подготовку, осуществление и управление процессами плавки металла, проката, профилирования, производства труб, гальванического и покрытого полимерами железа заводов «Unimetal».
Преподавал на программе MBA и программе магистратуры по химической инженерии Бакинской высшей школы нефти, Школе управления проектами, программе «Образовательная политика и управление» совместной магистратуры Университета Джорджа Вашингтона и Азербайджанского государственного педагогического университета.
Являлся экспертом программы коммерциализации научных достижений Центра инноваций Оксфордского университета.
Являлся директором Института образования Азербайджана (с 7 января 2021). Руководил проектами исследований в области образования, обновления программ образования, усовершенствования учебников, организации программ профессионального развития и систем сертификации преподавателей, системно значимых пилотных проектов, подготовки новых программ высшего образования.  
Ректор Сумгаитского государственного университета (13 сентября 2023 — 3 февраля 2025).
Ректор Азербайджанского государственного университета нефти и промышленности (с 3 февраля 2025).
Автор более 30 научных работ в области химического катализа, коррозии и биотехнологии, 1 патента, 6 научных статей, входящих в базу Scopus.
С 2021 по 2023 год руководил 45 научно-исследовательскими работами в области различных ступеней и уровней образования Института образования Азербайджана. Из 23 книг, подготовленных в ходе данного проекта, являлся научным редактором 9 книг и научным советником 3 книг.
Под его руководством обучаются 3 аспиранта по программе доктора философии в области организации и планирования системы образования.

## Некоторые научные работы
- «Способ дифференцированного определения численности бактерий в смешанных культурах» (патент)[7]
- «An approach to the rapid control of oil spill bioremediation by bioluminescent method of intracellular ATP determination» (International biodeterioration & biodegradation 56 (2), 94-100, в соавторстве)
- «Determination of minimal concentrations of biocorrosion inhibitors by a bioluminescence method» (Applied Biochemistry and Microbiology 41, 377-381, в соавторстве)
- «Estimation of biocide activity of corrosion inhibitors by bioluminescent method» (Process of petrochemistry and oil refining (Az.) 15, 70-75, в соавторстве)
- «Определение биолюминесцентным методом минимальных ингибирующих концентраций веществ по отношению к бактериям, участвующим в биокоррозии» (Прикладная биохимия и микробиология 41 (4), 429-434, в соавторстве)

- «Synthesis of complexes of oleic acid with alkylamines and theoretical study of their structures». (Processes of petrochemistry and oil-refining, в соавторстве)